# Saurogobio dabryi
Saurogobio dabryi är en fiskart som beskrevs av Bleeker, 1871. Saurogobio dabryi ingår i släktet Saurogobio och familjen karpfiskar. Inga underarter finns listade i Catalogue of Life.